# Casa de Lazarević
La Casa Real de Lazarević (en serbio: Lazarevići, cirílico: Лазаревићи) (1371-1427) fue una dinastía gobernante en Serbia durante la Edad Media. 
La Casa de Lazarević tuvo dos gobernantes: 
- Lazar Hrebeljanović (1371-1389)
- Stefan Lazarević (1389-1427)